# Rue Théo Coopman
La rue Théo Coopman (en néerlandais : Théo Coopmanstraat) est une rue bruxelloise de la commune de Schaerbeek qui va de la rue Alexandre De Craene à la rue Charles Vanderstappen.
Elle porte le nom d'un écrivain belge, Théo Coopman, né à Gand en 1852 et décédé à Schaerbeek en 1915.

## Adresse notable
- no 7 : Brussels Philharmonic Orchestra